# Unity (modulo)

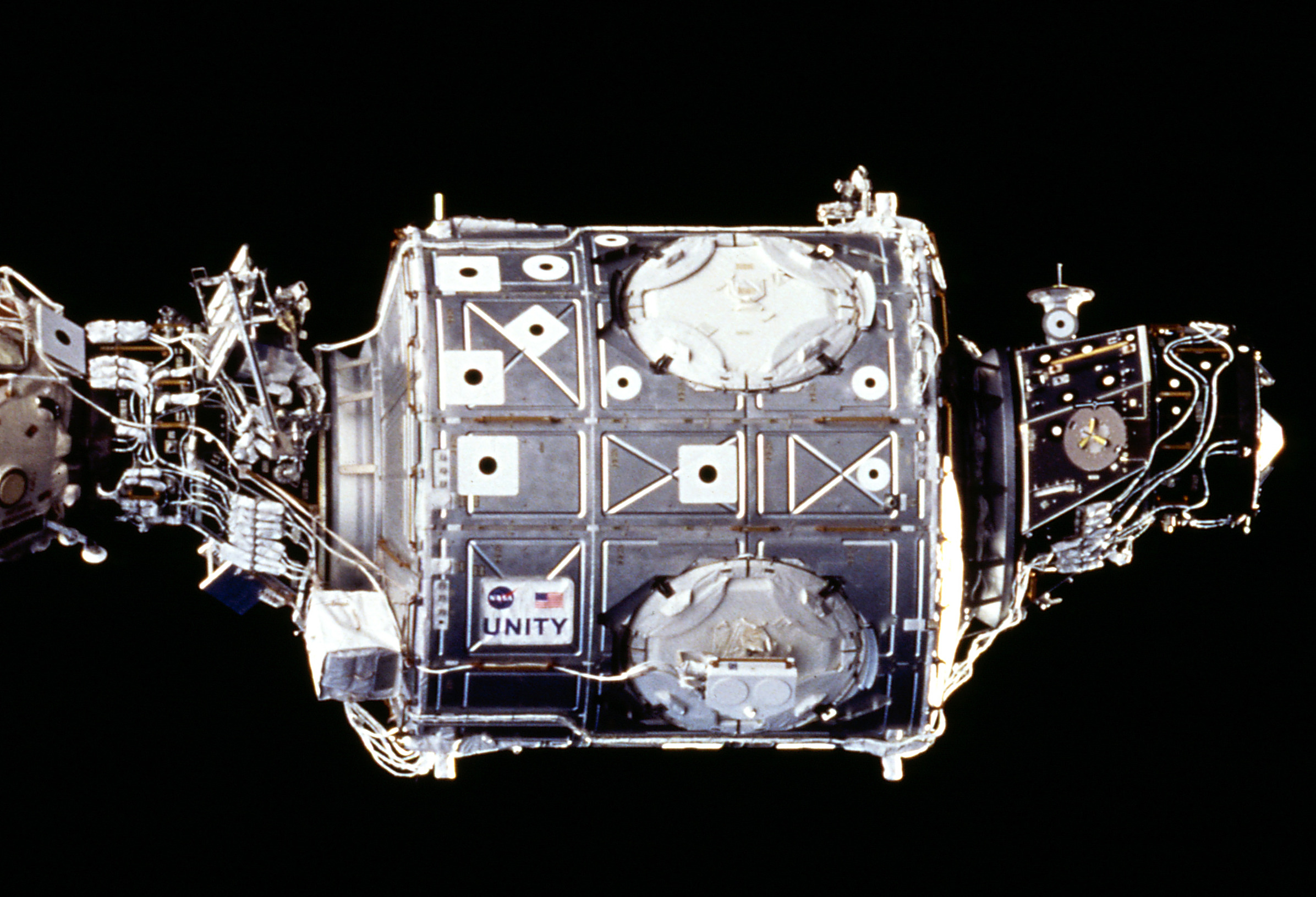
Modulo ISS Unity (NASA)

Il modulo Unity (in origine noto come Node 1 - «nodo 1») è un modulo pressurizzato della Stazione spaziale internazionale, è stato il primo modulo statunitense a essere lanciato in orbita e a essere agganciato alla nascente stazione spaziale. Il modulo è di forma cilindrica, e permette di connettere altri sei moduli, quattro sulle pareti del modulo distanziati di 90°, uno anteriormente e un posteriormente. Il modulo è stato il principale carico della missione STS-88 e venne lanciato nel dicembre del 1998 durante la prima missione dello Shuttle dedicata all'assemblaggio della stazione spaziale. Il modulo è stato collegato con il modulo russo Zarja.

## Lancio
Unity venne portato in orbita tramite lo Space Shuttle Endeavour nella missione STS-88, la prima missione Shuttle dedicata all'assemblaggio della Stazione Spaziale. Il 6 dicembre 1998 l'equipaggio dell'Endeavour collegò il portello posteriore del modulo Unity con il portello anteriore del modulo Zarja, già in orbita. Quest'ultimo è un componente internazionale, finanziato dagli Stati Uniti e costruito in Russia, che era stato lanciato poco prima tramite un vettore Proton dal cosmodromo di Bajkonur in Kazakistan. Fu la prima connessione effettuata tra due moduli della futura stazione.

## Utilizzo
Oltre alla connessione con il modulo Zarja, lo Unity attualmente collega il modulo statunitense Destiny (aggiunto nella missione STS-98), il segmento Z1 e il Quest Joint Airlock (aggiunto nella missione STS-104). Inoltre, sono stati connessi i Multi-Purpose Logistics Module Leonardo e Raffaello, durante varie missioni.
Attraverso il modulo Unity scorrono le risorse essenziali alla stazione spaziale, come fluidi, sistemi di controllo ambientale e di supporto vitale, connessioni elettriche e dati. Essi collegano i laboratori e le aree abitative della stazione. Nel nodo Unity sono presenti più di 50 000 componenti meccanici, 216 linee per il trasporto di fluidi e gas e 121 cavi elettrici interni ed esterni per una lunghezza totale di oltre 9 km.
Inoltre durante la missione STS-120 il modulo Harmony venne temporaneamente agganciato al portello laterale del modulo Unity e durante la missione STS-130 è stato agganciato al modulo Unity il modulo Tranquility assieme alla Cupola.

### Connessioni
Ai portelli anteriori e posteriori del modulo sono presenti due Pressurized Mating Adapter. Il PMA-1 lo collega permanentemente con il modulo Zarja, mentre il PMA-2 funge da sistema di attracco per lo Space Shuttle e per le navette russe. All'esterno del PMA-1 sono presenti multiplexer-demultiplexer che forniscono connessioni per il comando e il controllo del modulo. Esso è equipaggiato con un semplice sistema di comunicazione per la trasmissione di dati, voce e video a bassa risoluzione al controllo missione di Houston. Esso era pensato per integrare il sistema di comunicazione russo durante le attività iniziali della stazione. Il portello laterale è equipaggiato con il PMA-3.

## Altri nodi della stazione
Gli altri due moduli di connessione della stazione, detti nodi, sono stati costruiti in Italia dalla Alenia Aerospazio, come parte di un accordo tra la NASA e l'Agenzia Spaziale Europea (ESA). Il Node 2, chiamato Harmony, e il Node 3, chiamato Tranquility sono leggermente più lunghi, pari a 6,4 m. Oltre ai sei portelli di aggancio, essi conterranno anche otto armadietti (rack ISPR) standard per gli esperimenti. Il modulo Unity ne contiene invece quattro.

## Specifiche
- Lunghezza: 5,49 m
- Diametro: 4,57 m
- Massa: 11612 kg